# Minnesbiblioteket
Minnesbiblioteket är en bokserie utgiven av Svenska Akademien i samarbete med Bokförlaget Atlantis. Utgivningen syftar till att tillgängliggöra skrifter, huvudsakligen minnesteckningar, vilka författats av Akademiens ledamöter.
Serien började ges ut 2008 och utökas fortlöpande; hittills har sex verk utkommit. Redaktör för serien är akademiledamoten Lotta Lotass.
| Författare                               | Titel                                                                                   | Utgivningsår |
| ---------------------------------------- | --------------------------------------------------------------------------------------- | ------------ |
| Erik Lönnroth                            | Den stora rollen. Kung Gustaf III spelad av honom själv                                 | 2008         |
| Karl Ragnar Gierow                       | Abraham Niclas Clewberg-Edelcrantz                                                      | 2008         |
| Bernhard von Beskow                      | En kedja av förblindelse och misstag. Historiska anteckningar från Gustaf IV Adolfs tid | 2009         |
| Per Hallström                            | Carl Snoilsky                                                                           | 2010         |
| Bo Bergman                               | Hjalmar Söderberg                                                                       | 2011         |
| Lotta Lotass och Bo Svensén (redaktörer) | Minnet av företrädaren. Aderton inträdestal i Svenska Akademien                         | 2012         |